# Doce días de Navidad
Los doce días de Navidad o tiempo de Navidad es un tiempo litúrgico festivo cristiano que extiende la celebración de la natividad de Jesús. En la mayoría de las tradiciones eclesiásticas occidentales, el mismo día de Navidad —posterior a la Nochebuena— se considera el «primer día de Navidad» y los doce días son del 25 de diciembre al 5 de enero. para muchas denominaciones cristianas, por ejemplo, para la Comunión anglicana y la Iglesia luterana, los doce días son idénticos al tiempo de Navidad, pero para otros, como la Iglesia católica, el tiempo de Navidad dura más de los doce días aunque la festividad de la Navidad  propiamente dura un día, el 25 de diciembre, y su octava, que termina el 1 de enero .

## Desarrollo histórico

### Cristianismo oriental
Debido a que la Iglesia apostólica armenia y la Iglesia católica armenia celebran el nacimiento y el bautismo de Cristo el mismo día, no tienen una serie de doce días entre una fiesta de Navidad y una fiesta de la Epifanía. Los ortodoxos orientales y los católicos del este que siguen las mismas tradiciones tienen un intervalo de doce días entre las dos fiestas. Si usan el calendario juliano, celebran la Navidad en lo que es para ellos el 25 de diciembre, pero siendo la fecha exacta el 7 de enero del calendario gregoriano, y celebran la Epifanía en lo que es para ellos el 6 de enero, pero siendo realmente el 19 de enero en el calendario gregoriano.
Para los ortodoxos orientales, tanto la Navidad como la Epifanía están entre las Doce Grandes Fiestas que son tan solo secundarias en importancia a la Pascua.

### Cristianismo occidental
Dentro de los doce días de Navidad, hay celebraciones tanto seculares como religiosas. El mismo día de Navidad, si se considera parte de los doce días y no como el día anterior a ellos, es celebrado por los cristianos como la fiesta litúrgica de la Natividad del Señor, siendo un día festivo en muchas naciones, incluidas algunas donde la mayoría de la población no es cristiana.

## Cultura popular

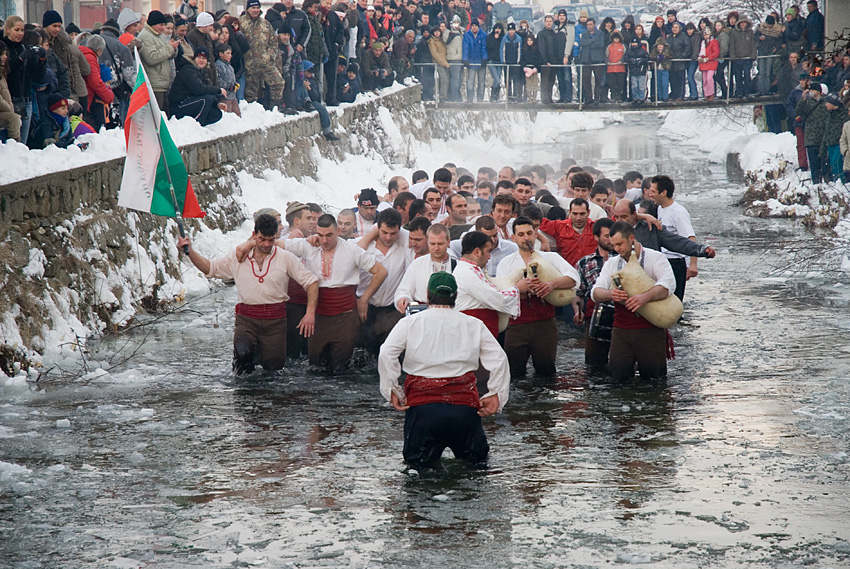
Danza búlgara masculina en agua helada durante la Epifanía.

En la cultura popular existe el villancico navideño originariamente en idioma inglés The Twelve Days of Christmas (Los doce días de Navidad en español) en donde se cuenta la historia de una persona que va recibiendo un regalo de su pareja por cada uno de los doce días de Navidad.
Desde el punto de vista económico este sector desarrolló su propio concepto de los «doce días de Navidad» que consiste del 14 de diciembre al 25 de diciembre, período en donde las ventas aumentan exponencialmente (desde alimentos hasta juguetes entre otras cosas). Esto se debe a la progresiva secularización de la Navidad y que posterior al 26 de diciembre las ventas tienen una considerable baja hasta la víspera de Nochevieja y año nuevo, sin mencionar la enorme distancia entre la Navidad y la Epifanía, fecha en donde la economía navideña tiene su último reflote de ventas.